# SHADOWS
SHADOWS（シャドウズ）は、日本のロックバンド。2016年結成。

## 概要
元FACTのHiro(Vo)、Takahiro(Gt/Vo)、Kazuki(Gt/Vo)の3人により結成されたバンド。コンセプトは＂90'S リバイバル/New Melodic Hardcore＂。バンド名はTakahiroの案で、文字の配列によって決めたため特に意味はない。

## メンバー
Hiro（ボーカル）
メンバーのTakahiroは兄。
Kazuki（ギター・ボーカル）
主にデスボイス・シャウトを担当。
Takahiro（ギター・ボーカル）
Kazukiと同じくデスボイス・シャウトが主な担当。
リードボーカルのHiroとは兄弟関係にある。
Hayato（ベース・コーラス）
サポートメンバーとして参加していたが、2024年1月4日に正式加入。
Ryo（ドラムス・コーラス）
GARLICBOYSのメンバー。
サポートメンバーとして参加していたが、2024年1月4日に正式加入。

## 略歴
- 2016年
  - 1月21日、バンド名・今後の活動について発表。[3]
  - 3月30日、Debut Live EP「Extrance」リリース。バンド全員が同時に演奏してレコーディングする、観客不在のライヴ・レコーディングによって録音された。ベースとドラムスには、盟友waterweedのメンバーが参加。
  - 4月2日・3日、「PUNKSPRING 2016」に出演。これが初ライブとなる。
  - 5月1日、茨城県常総市橋本運動公園内特設ステージで行われるフリーライブイベント「Dappe Rock's」に出演。
  - 6月26日、初の自主企画イベント「PMAM Vol.1」を新宿ACB HALLにて開催。
  - 8月17日、2nd EP『Progress』をリリース。バンドにとって初めてのスタジオ録音作品となる。
  - 8月21日、「SUMMER SONIC 2016」幕張公演に出演。
  - 9月2日 - 10月16日、初めてのツアーとなる「SHADOWS JAPAN TOUR 2016」を開催。(12公演)
  - 11月4日、「SHADOWS JAPAN TOUR 2016」の追加公演を東京・TSUTAYA O-WESTで行う。
  - 11月23日、CLUB CITTA'にて開催されるMEANING主催のライブイベント「SPOOKY ZOO 2016」に出演。
  - 12月4日、幕張メッセ国際展示場にて開催された「SKULLSHIT 20th ANNIVERSARY 骸骨祭り」に出演。

- 2017年
  - 1月21日、ZEPP SAPPOROで開催されるイベント「NO MATTER LIVE」に出演。
  - 3月8日、3rd ep『Chain Reaction』をリリース。[4]
  - 3月12日、自主企画イベント「PMAM Vol.2」を東京・新宿ACB HALLにて開催。
  - 3月26日、千葉・幕張メッセ国際展示場9～11ホールで開催されるライブイベント「PUNKSPRING 2017」に出演。
  - 4月26日、1st Album『illuminate』をリリース予定。[5]
  - 5月7日、兵庫・ワールド記念ホールおよび神戸国際展示場1～3号館などでライブイベント「COMIN'KOBE17」に出演。
  - 5月11日 - 7月22日、1st Album『illuminate』を携えライブツアー「OPERATION ATTIC TOUR」を開催予定。（22公演）[3]
  - 5月27日、大阪・海とのふれあい広場特設会場にて開催されたライブイベント「SAKAI MEETING 2017」に出演。
  - 6月11日、東京・渋谷のライブハウス3会場にて開催されたSWANKY DANK主催のサーキットイベント「SWANKY PLAYGROUND CIRCUIT 2017」に出演。
  - 6月18日、千葉・幕張メッセ国際展示場9～11ホールにて開催されたPIZZA OF DEATH RECORDS主催のライブイベント「SATANIC CARNIVAL'17」に出演。
  - 8月12日、自主企画イベント「PMAM vol.3」をCrystal Lake、SECRET 7 LINE、a crowd of rebellionを迎えて、茨城・mito LIGHT HOUSEにて開催。[6]
  - 9月10日、大阪・泉大津フェニックスにて開催されたHEY-SMITH主催のライブイベント「OSAKA HAZIKETEMAZARE FESTIVAL 2017」に出演。
  - 9月15日、東京・TSUTAYA O-EASTとTSUTAYA O-Crestで開催されたNAMBA69主催のサーキットイベント「PUNK ROCK THROUGH THE NIGHT SPECIAL」に出演。
  - 10月21日、Crystal Lakeが東京・新木場STUDIO COASTにて主催するライブイベント「TRUE NORTH festival」に出演。
  - 11月4日、大阪・アメリカ村にて開催されたRAZORS EDGE主催のサーキットイベント「STORMY DUDES FESTA 2017」に出演。

- 2018年
  - 5月24日 - 6月8日、ワンマンライブツアー「SELL'EM ALL TOUR」を開催（7公演）。ツアー会場限定で2nd Album『torches』がリリースされる。（ツアー以降もライブ会場限定で販売され、2019年6月12日に全国CDショップ等でも販売される。）
  - 7月13日～8月30日、2nd Album「torches」を引っさげた全国対バンツアー「TORCHES TOUR」を開催（11公演）。

- 2019年
  - 6月15日、千葉・幕張メッセ国際展示場9 - 11ホールにて開催されたPIZZA OF DEATH RECORDS主催のライブイベント「SATANIC CARNIVAL'19」に出演。この日より新作EP『BUILD』がライブ会場限定で販売開始となる。
  - 9月17日 - 10月21日、全国ツアー「SELL'EM ALL TOUR Ⅱ」を開催（15公演）。

- 2020年
  - 3月25日、PIZZA OF DEATH RECORDSよりリリースされたコンピレーション・アルバム『The Very Best Of PIZZA OF DEATH III』にDriftingで参加。[7]

- 2021年
  - 6月6日、富士急ハイランド・コニファーフォレストにて開催されたPIZZA OF DEATH RECORDS主催のライブイベント「SATANIC CARNIVAL'21」に出演。これがSHADOWSにとって1年4カ月ぶりのライヴとなった。[8]

- 2022年
  - 6月1日、デジタルシングル「A Ghost Of Walls」を配信リリース。単独音源としては、ライブ会場限定EP「BUILD」から3年ぶり。またライブ会場、SHADOWSオンラインストアのみで販売されていた前作EP「BUILD」も同日配信された。[9]

- 2024年
  - 1月4日、「CAFFEINE BOMB ORGANICS」と契約し、今夏約6年ぶりとなるアルバムをリリースすることを発表。また、これまでライブにサポートメンバーとして参加してきたHayatoとRyoがSHADOWSに正式加入する。[10]